# Бунду, Мустафа
Мустафа Бунду Шонг Хамес (англ. Mustapha Bundu Shong Hames; род. 28 февраля 1997 или 27 февраля 1997, Фритаун) — сьерра-леонский футболист, нападающий клуба «Ганновер 96» и сборной Сьерра-Леоне.

## Карьера

### Клубная карьера
Выступал в английском любительском футбольном клубе «Херефорд».
31 августа 2016 года подписал годичный контракт с датским клубом «Орхус», пройдя просмотр. Выступал за молодёжную команду, после стал привлекаться к основе. 23 октября 2016 года дебютировал в датской Суперлиге в поединке против «Брондбю», выйдя на замену на 78-й минуте вместо Мартина Спельманна. В декабре 2016 года продлил контракт с «Орхусом» до 2021 года. В сентябре 2019 года забил четыре гола, включая хет-трик в ворота «Ольборга», и отдал две голевые передачи, за что был назван лучшим игроком месяца в Суперлиге.
6 августа 2020 года перешёл в бельгийский «Андерлехт», подписав четырёхлетний контракт. Предположительная сумма трансфера — около €3 млн. В Жупилер-про-лиге дебютировал 13 сентября 2020 года в матче против «Серкль Брюгге», заменив на 80-й минуте Жереми Доку.
26 января 2021 года отправился в аренду в датский «Копенгаген» на оставшуюся часть сезона с опцией выкупа. За «Копенгаген» дебютировал 3 февраля 2021 года в матче против «Ольборга», выйдя на замену на второй тайм. 22 апреля 2021 года в матче против «Мидтьюлланна» забил свой первый гол за «Копенгаген». По окончании сезона 2020/21 не был выкуплен «Копенгагеном» и вернулся в «Андерлехт».
31 августа 2021 года вернулся в «Орхус», отправившись в аренду на один год с опцией выкупа.
1 сентября 2022 года Бунду присоединился к клубу «Андорра» по договору аренды сроком на один год, дебютировав в матче против «Мирандеса». Находясь в Андорре, он стал их первым иностранным игроком, получившим международный вызов, а также выиграл Кубок Каталонии в сезоне 2022/2023.
1 сентября 2023 года, в последний день летнего трансферного окна Англии, Бунду вернулся в Англию, подписав двухлетний контракт с клубом «Плимут Аргайл». Он дебютировал за клуб 23 сентября, выйдя на заменыу на 87-й минуте, в победном матче против «Норвич Сити» (6:2) и отдал голевую передачу на 97-й минуте. Он забил свой первый гол в своем первом старте за клуб в лиге 25 октября, исполнив штрафной в первом тайме в игре против «Шеффилд Уэнсдей» (3:0).

### Международная карьера
За сборную Сьерра-Леоне дебютировал 4 сентября 2019 года в матче первого раунда квалификации чемпионата мира 2022 против сборной Либерии.
13 ноября 2020 года в матче квалификации Кубка африканских наций 2021 против сборной Нигерии забил свой первый гол за сборную Сьерра-Леоне.
Был включён в состав сборной на Кубок африканских наций 2021.

## Достижения
- Игрок месяца в Суперлиге: сентябрь 2019